# 通古布里
通古布里（Tongobory）為位在馬達加斯加西南部的城鎮，由阿齊莫-安德列發那區南貝蒂烏基縣（Betioky Sud District）管轄。2001年人口普查估計該城鎮人口約有21,000人。
該城鎮的教育機構有小學和初等中學。從事農業和畜牧業的居民分別佔該城鎮勞動人口的40%和15%。玉米和豆類為該城鎮最主要的作物，而其他主要作物還有番薯以及棉豆等。另外從事服務業的居民佔該城鎮勞動人口的5%，從事漁業的居民佔該城鎮勞動人口的40%。

## 地理
通古布里鄰近烏尼拉希河，距離安德拉努武里（Andranovory）約65公里。